# Théo Leoni
Théo Leoni (21 april 2000) is een Belgisch voetballer die onder contract ligt bij RSC Anderlecht.

## Clubcarrière
Leoni ruilde in 2012 de jeugdopleiding van Sporting Charleroi voor die van RSC Anderlecht. In september 2017 ondertekende hij er zijn eerste profcontract. In juni 2021 verlengde Leoni, die inmiddels deel uitmaakte van de A-kern maar zijn officiële debuut voor het eerste elftal van de club nog niet had gemaakt, zijn contract tot 2022. In december 2021 verlengde Leoni, die op dat moment aanvoerder was van de Anderlecht-beloften, zijn contract tot 2024.
Op 14 augustus 2022 maakte Leoni uiteindelijk zijn profdebuut tegen Deinze in het shirt van RSCA Futures, het beloftenelftal van Anderlecht dat vanaf het seizoen 2022/23 aantreedt in Eerste klasse B. Op de openingsspeeldag van het seizoen 2022/23 kreeg hij van Robin Veldman een basisplaats tegen KMSK Deinze.
Op 30 oktober 2022 maakte de 22-jarige Leoni zijn debuut bij het eerste elftal van Anderlecht. Interim-hoofdtrainer Robin Veldman gaf hem een invalbeurt in de vijfenzeventigste minuut in de met 4-2 gewonnen Belgische competitiewedstrijd tegen KAS Eupen.

## Clubstatistieken
| Seizoen         | Club            | Land            | Competitie      | Competitie | Competitie | Beker | Beker | Supercup | Supercup | Europees | Europees | Totaal | Totaal |
| Seizoen         | Club            | Land            | Competitie      | Wed.       | Dlp.       | Wed.  | Dlp.  | Wed.     | Dlp.     | Wed.     | Dlp.     | Wed.   | Dlp.   |
| --------------- | --------------- | --------------- | --------------- | ---------- | ---------- | ----- | ----- | -------- | -------- | -------- | -------- | ------ | ------ |
| 2022/23         | RSCA Futures    | Vlag van België | Eerste klasse B | 19         | 1          | —     | —     | —        | —        | —        | —        | 19     | 1      |
| 2022/23         | RSC Anderlecht  | Vlag van België | Eerste klasse A | 7          | 0          | 1     | 0     | —        | —        | —        | —        | 8      | 0      |
| 2023/24         | RSC Anderlecht  | Vlag van België | Eerste klasse A | 12         | 1          | 0     | 0     | —        | —        | —        | —        | 12     | 1      |
| Carrière totaal | Carrière totaal | Carrière totaal | Carrière totaal | 38         | 2          | 1     | 0     | 0        | 0        | 0        | 0        | 39     | 2      |

Bijgewerkt op 31 oktober 2022.
33 Vercauteren ·
34 Bouchouari ·
48 Montegnies ·
50 Barry ·
51 Baouf ·
52 Nicaise ·
53 Colassin ·
59 Vergeylen ·
62 Goto ·
63 Vanhoutte ·
64 Masscho ·
65 Engwanda ·
66 Haentjens ·
67 Moutha-Sebtaoui ·
68 Monticelli ·
69 Ure ·
71 Engwanda ·
73 Lapage ·
74 De Cat ·
77 Mendel-Idowu ·
78 Tajaouart ·
79 Maamar ·
80 Decorte ·
81 Diallo ·
83 Degreef ·
Coach: Coen
3 Hey ·
4 Simić ·
5 N'Diaye ·
6 Augustinsson ·
10 Verschaeren ·
11 Hazard ·
12 Dolberg ·
14 Vertonghen ·
16 Kikkenborg ·
17 Leoni ·
18 Ashimeru ·
19 Angulo ·
20 Vázquez ·
21 Huerta ·
23 Rits ·
25 Foket ·
26 Coosemans ·
27 Edozie ·
29 Stroeykens ·
34 Adryelson ·
43 Dendoncker ·
42 Sardella ·
42 Goto ·
55 Kana ·
63 Vanhoutte ·
79 Maamar ·
Coach: Besnik Hasi
· Assistent-coach: Michaelsen
· Keeperstrainer: Merz